# Enoxy
L'Enoxy, abbreviazione di ENI Occidental Petroleum, è stata un'importante azienda chimica italiana operante nel settore della produzione e della commercializzazione dei prodotti chimici di base, delle materie plastiche e delle gomme.

## Storia

### Origini
Nacque ufficialmente nel 1982 con il nome di Enoxy (come joint venture), a seguito di un accordo tra l'Eni e l'azienda statunitense Occidental Petroleum, con il compito di gestire le attività dell'Eni nel campo dei prodotti chimici di base, dell'etilene, delle materie plastiche e delle gomme.

### Il fallimento dell'accordo
Nel maggio del 1982 la società rilevò il controllo dell'International Synthetic Rubber, maggior produttore inglese di gomme sintetiche, ampliando quindi il suo mercato. In seguito però all'accordo tra Eni e Montedison dello stesso anno, che culminò nella creazione della società Riveda, si venne a delineare una rottura con l'Occidental Petroleum che si ritirò dalla partecipazione paritaria. L'Eni fu quindi costretta a pagare una pesante penale alla ex partner e a rilevare per intero il pacchetto azionario di Enoxy, che venne poi liquidata.